# Etzelwang
Etzelwang – miejscowość i gmina w Niemczech, w kraju związkowym Bawaria, w rejencji Górny Palatynat, w regionie Oberpfalz-Nord, w powiecie Amberg-Sulzbach, wchodzi w skład wspólnoty administracyjnej Neukirchen bei Sulzbach-Rosenberg. Leży około 21 km na północny zachód od Amberga, przy linii kolejowej Norymberga - Schwandorf i Weiden in der Oberpfalz.